# Isabelle Pannetier
Pour les articles homonymes, voir Pannetier.
Isabelle Pannetier née Lafont, est une costumière française.

## Filmographie partielle
- 2001 :  Sur mes lèvres de Jacques Audiard
- 2003 : Qui a tué Bambi ? de Gilles Marchand
- 2005 : Lemming de Dominik Moll
- 2007 : La Disparue de Deauville de Sophie Marceau
- 2007 : Ma place au soleil d'Éric de Montalier
- 2008 : Notre univers impitoyable de Léa Fazer
- 2009 : Les Regrets de Cédric Kahn
- 2010 : Happy Few d'Antony Cordier
- 2011 : Possessions d'Éric Guirado
- 2011 : Intouchables d'Éric Toledano et Olivier Nakache
- 2011 : Mike de Lars Blumers
- 2011 : Une pure affaire d'Alexandre Coffre
- 2013 : 20 ans d'écart de David Moreau
- 2013 : Eastern Boys de Robin Campillo
- 2014 : Samba d'Éric Toledano et Olivier Nakache
- 2014 : On a failli être amies d'Anne Le Ny
- 2014 : Une rencontre de Lisa Azuelos
- 2015 : Rosalie Blum de Julien Rappeneau
- 2015 : La Vie très privée de Monsieur Sim de Michel Leclerc
- 2016 : Iris de Jalil Lespert
- 2016 : Le Voyage de Fanny de Lola Doillon
- 2016 : Réparer les vivants de Katell Quillévéré
- 2016 : Voir du pays de Delphine Coulin et Muriel Coulin
- 2017 : Le Sens de la fête d'Éric Toledano et Olivier Nakache
- 2017 : Ôtez-moi d'un doute de Carine Tardieu
- 2017 : 120 battements par minute de Robin Campillo
- 2018 : L'Apparition de Xavier Giannoli
- 2020 : Mandibules de Quentin Dupieux
- 2021 : Ouistreham d'Emmanuel Carrère
- 2023 : Goutte d’or de Clément Cogitore
- 2023 : Une année difficile d'Éric Toledano et Olivier Nakache
- 2024 : L'Amour ouf de Gilles Lellouche

## Distinctions

### Nominations
- César 2018 : meilleurs costumes pour 120 Battements par minute
- César 2025 : meilleurs costumes pour L'Amour ouf